# Wrocławska szkoła szkła
Wrocławska szkoła szkła – konwencja artystyczna w tworzeniu szkła artystycznego i użytkowego, obecna w drugiej połowie lat 50. i latach 60. XX wieku w twórczości absolwentów Wydziału Szkła Państwowej Wyższej Szkoły Sztuk Plastycznych we Wrocławiu. Na jej powstanie znaczący wpływ miał program dydaktyczny opracowany przez prof. Stanisława Dawskiego. Jej cechami charakterystycznymi były czystość i harmonia formy, powściągliwość kolorystyczna i prostota wykonania. Do artystów, których twórczość reprezentowała wrocławską szkołę szkła, należeli m.in.: Jan Sylwester Drost, Zbigniew Horbowy i Ludwik Kiczura.

## Rys historyczny
W 1949 r. odbył się w Poznaniu Zjazd Szkolnictwa Artystycznego, na którym ustalono kierunki specjalizacji nowo powstałych wyższych szkół sztuk plastycznych w zakresie kształcenia plastyków pod kątem ich przyszłej współpracy z przemysłem. Z uwagi na tradycje Dolnego Śląska oraz dużą liczbę funkcjonujących na jego obszarze hut szkła i wytwórni ceramicznych, Państwowej Wyższej Szkole Sztuk Plastycznych we Wrocławiu przyznano specjalizację w zakresie szkła i ceramiki.
Pierwsze zajęcia związane z pracą w szkle zostały wprowadzone na uczelni w 1950 r. z inicjatywy przybyłej z Warszawy Haliny Jastrzębowskiej-Sigmund. Cieszyły się one popularnością wśród studentów, co zaowocowało powołaniem w kolejnym roku pracowni projektowania szkła, którą prowadzili kolejno Henryk Albin Tomaszewski i Stanisław Ptaszyński. W 1952 r. Jastrzębowska wróciła jednak do Warszawy, nie doprowadzając żadnego ze swoich uczniów do dyplomu. W tym samym roku został wyodrębniony samodzielny Wydział Szkła, nad którym kierownictwo objął malarz i grafik, prof. Stanisław Dawski. Choć sam nie projektował w szkle, to właśnie on wywarł decydujący wpływ na postawę i metody pracy artystów tworzących w szkle, wykształconych na uczelni wrocławskiej.
Dawski uważał, że artysta projektujący w szkle powinien posiadać wszechstronne wykształcenie, pozwalające mu na podejmowanie wszelkich rodzajów prac, w tym również w zakresie wzornictwa przemysłowego, zaś sam proces dydaktyczny powinien prowadzić do odkrycia indywidualnych cech talentu i rozwoju osobowości artysty. W nauczaniu projektantów szkła kładł nacisk na opanowanie grafiki i fotografii. Znajomość owych dziedzin przekładała się na projekty studentów, które były oszczędne w wyrazie i charakteryzowały się dbałością o prosty, czytelny kształt formy, pozbawiony dodatkowych ozdobników. Natomiast w dziedzinie technologii szkła studenci uzyskiwali zasadniczo wiedzę teoretyczną, co spowodowane było zbyt ubogim zapleczem warsztatowym uczelni – nie posiadała ona pieca do wytopu szkła, dysponując jedynie warsztatem grawerskim. Studenci nie opanowywali podstawowych umiejętności z zakresu formowania szkła, przez co byli zdani na hutników-wykonawców. Na sytuację nie miały większego wpływu praktyki studenckie, odbywane po III i IV roku studiów w śląskich hutach szkła, zwykle w Stroniu Śląskim lub w Szczytnej, czasem w Zawierciu, ewentualnie w Szklarskiej Porębie.
W pracach pierwszych absolwentów Wydziału Szkła – jako pierwsi uzyskali dyplom w 1953 r. Józef Jarnicki, Jerzy Słuczan-Orkusz i Józef Misztela – nie widać jeszcze wpływów koncepcji Dawskiego. Jego program dydaktyczny kształtował się do roku 1958, zaś sam styl wrocławskiej szkoły szkła krystalizował się w latach 1957–1963, kiedy to studia kończyli tacy artyści jak Jan Sylwester Drost, Henryk Wilkowski, Roman Rosyk i Ludwik Kiczura. W 1960 r. prace wrocławskich absolwentów zdominowały dział szkła II Ogólnopolskiej Wystawy Szkła i Ceramiki we Wrocławiu; po raz pierwszy pojawiły się one w tak dużej liczbie, co pozwoliło na określenie charakterystycznych cech szkła wrocławskiego. Podobna sytuacja miała miejsce w 1963 r. na wystawie Polskie Współczesne Szkło Artystyczne w krakowskim Muzeum Narodowym, gdzie pracom absolwentów wrocławskiej PWSSP towarzyszyły nieliczne realizacje przedstawicieli innych ośrodków. Zdecydowana odrębność środowiska wrocławskiego zaznaczyła się również na wystawie w warszawskiej Zachęcie w 1964 r.
W 1969 r. Stanisław Dawski opuścił PWSSP we Wrocławiu. Moment jego odejścia zamyka w zasadzie okres uznanych osiągnięć wrocławskiej szkoły szkła. Jednak symptomy stagnacji były zauważalne już wcześniej; obniżał się poziom prac dyplomowych, a w pracach artystów pojawiały się mniej lub bardziej świadome wzajemne zapożyczenia. Kierowanie wydziałem przejął ostatecznie pełniący wówczas stanowisko adiunkta Ludwik Kiczura. W latach 70. charakter szkła wrocławskiego uległ zasadniczym zmianom. W niedługim czasie już tylko pojedynczy artyści tworzący w szkle, jak Henryk Wilkowski czy Tasios Kiriazopoulos, kontynuowali w swoich pracach styl wrocławskiej szkoły szkła.

## Charakterystyka stylu
Decydującymi dla stylu wrocławskiej szkoły szkła czynnikami okazały się kształt programu nauczania na specjalizacji szkła oraz ograniczenia ekonomiczno-technologiczne tak na wrocławskiej PWSSP, jak i w zakładach, w których realizowano projekty.
Projekty naczyń szklanych charakteryzowały się puryzmem. Objawiał się on w prostocie i czystości formy, która cechowała się symetrią i harmonijnymi proporcjami. Kształt naczyń był linearny, starannie obmyślany, pozbawiony ozdobników. Źródeł takiej tendencji doszukiwano się w kładzionym podczas studiów nacisku na opanowanie grafiki.
Podobnie podchodzono do tworzywa, w którym pracowano. Charakteryzowało się ono niezmąconą konsystencją i powściągliwością kolorystyczną. Unikano jaskrawych zestawień barwnych, choć stosowano przenikanie się profili szkła barwnego i bezbarwnego. Wykorzystywano najbardziej popularne dla szkła gospodarczego barwy – szkło przejrzyście białe, dymione, zielone i jasnobrunatne, a także odcienie ametystu, bursztynu i kobaltu. Taki dobór kolorów był też uzasadniony panującymi warunkami ekonomicznymi – kosztami barwników. Zdarzały się jednak eksperymenty – w szkle zatapiano nitki lub barwki szklane, Roman Rosyk i Feliks Nawrocki wzbogacali masę szklaną o kruszywo kreolitowe.
Projekty szkoły wrocławskiej najczęściej miały charakter zestawów naczyń. Cechowały się prostotą wykonania, były przeznaczone do wydmuchiwania w drewnianych formach obrotowych. Realizowano je zwykle w gospodarczym szkle sodowym. Dzięki takiemu podejściu były łatwe do realizacji pod względem technologicznym w zakładach przemysłowych. Prostota wykonania i walory funkcjonalne czyniły z nich wręcz wzory do produkcji przemysłowej.
Choć podkreśla się izolację wrocławskiego środowiska, które w skali kraju nie miało konkurentów, jego dokonania nie są w pełni oryginalne i pozostają odzwierciedleniem tendencji panujących ówcześnie w wytwórstwie szklanym na terenie Europy. Dawski odradzał studiowanie cudzych współczesnych osiągnięć, jednak obecny w szkle wrocławskim racjonalizm i powściągliwość łączy je z wzorami szkła skandynawskiego; widoczne są szczególnie podobieństwa do projektów Pera Lütkena i Kaja Francka. Zauważalne są również wpływy szkła czeskiego, oraz – pośrednio – włoskiego, do którego nawiązywali ówcześni projektanci czescy.

## Przedstawiciele[a]
- Jan Jaromir Aleksiun
- Agata Buchalik
- Jerzy Błażkowski
- Władysław Czyszczoń
- Jan Sylwester Drost
- Michał Diament
- Aleksander Fleischer
- Alicja Gajos
- Lucjan Gajos
- Stanisław Gal
- Józef Gawlik
- Ingeborga Glądała
- Józef Górski
- Zbigniew Horbowy
- Leszek Kaufhold
- Ludwik Kiczura
- Tasios Kiriazopoulos
- Marian Kochman
- Mieczysław Konopka
- Jan Kosiński[12]
- Stanisław Kowalczyk
- Bohdan Kupczyk[29]
- Natalia Lach-Lachowicz
- Andrzej Lachowicz
- Józef Lorenc
- Roman Łyżka
- Krzysztof Meckier
- Feliks Nawrocki[12]
- Maria Olewińska
- Wanda Oleksiak Łowińska
- Waldemar Onyszkiewicz
- Stanisława Paczos
- Aleksandra Paderewska
- Halina Pawlikowska
- Józef Podlasek
- Kazimierz Pomagalski
- Ryszard Reguliński[23]
- Roman Rosyk
- Wszechwład Sarnecki
- Wiesław Sawczuk[29]
- Marta Szałowska
- Henryk Szarek[23]
- Eryka Trzewik-Drost
- Barbara Urbańska-Miszczyk
- Henryk Wilkowski
- Regina Włodarczyk-Puchała
- Elżbieta Załuska
- Bogusława Zdep-Łukasiewicz